# Cavriano
Cavriano (Cavrian in dialetto milanese, AFI: [kaˈvrjãː]) è un antico borgo agricolo, già frazione di Lambrate, incluso nel territorio comunale di Milano a partire dal 1923 e facente parte del Municipio  4 e del NIL 24 "Parco Forlanini - Cavriano". 
Si sviluppava lungo l'antica strada che portava da Monluè a Lambrate, che prende il nome nell'unico tratto sopravvissuto di via Cavriana.

## Storia
Le prime tracce attestate di un insediamento agricolo in nell'area di Cavriano risalgono al 1014, e si fa più consistente nel secolo successivo, con la fuoriuscita di molti milanesi dalla città dopo l'arrivo del Barbarossa, che trovarono rifugio qui, all'Ortica e nella vicina Lambrate. Fra il XVI e il XVII secolo la peste raggiunge anche il piccolo borgo, e Carlo Borromeo dispone la costruzione in loco di capanne per ospitare coloro che erano in esubero nel Lazzaretto. Raggiunto forse l'apice della prosperità nel corso della prima metà del Settecento il borgo, cui le riforme dell'imperatrice Maria Teresa tolsero il rango di comune annettendolo a Lambrate nel 1757, iniziò un lento inesorabile declino, che proseguì per tutto il secolo successivo, quando la Ferrovia Ferdinandea – così chiamata in onore dell'Imperatore d'Austria Ferdinando I – la separò fisicamente dall'Ortica, dando inizio ad un lungo periodo d'isolamento che – in parte – continua tuttora.

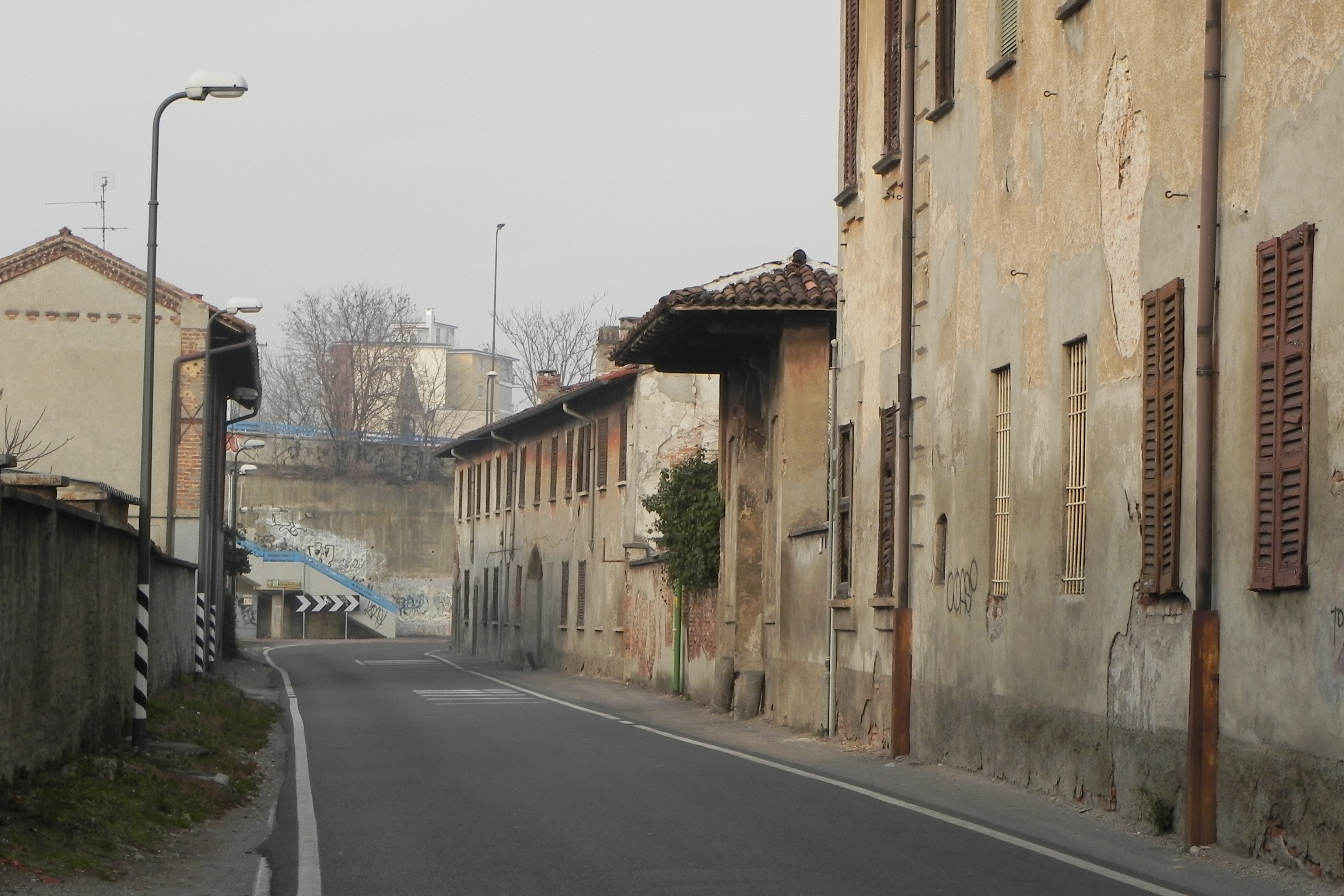
La via Cavriana all'altezza dell'omonima cascina.

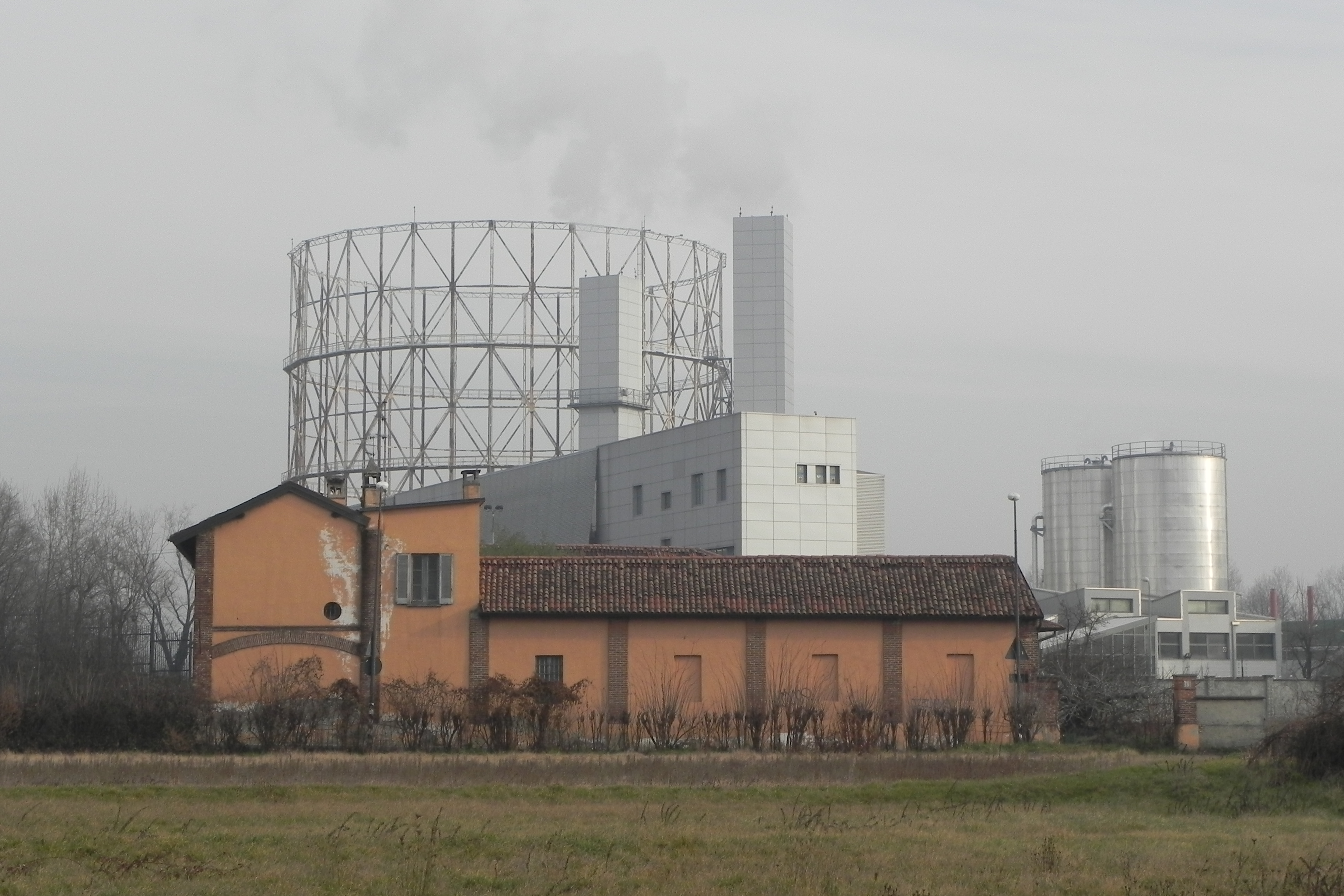
La Cascina Sant'Ambrogio e lo scheletro del vecchio gasometro.

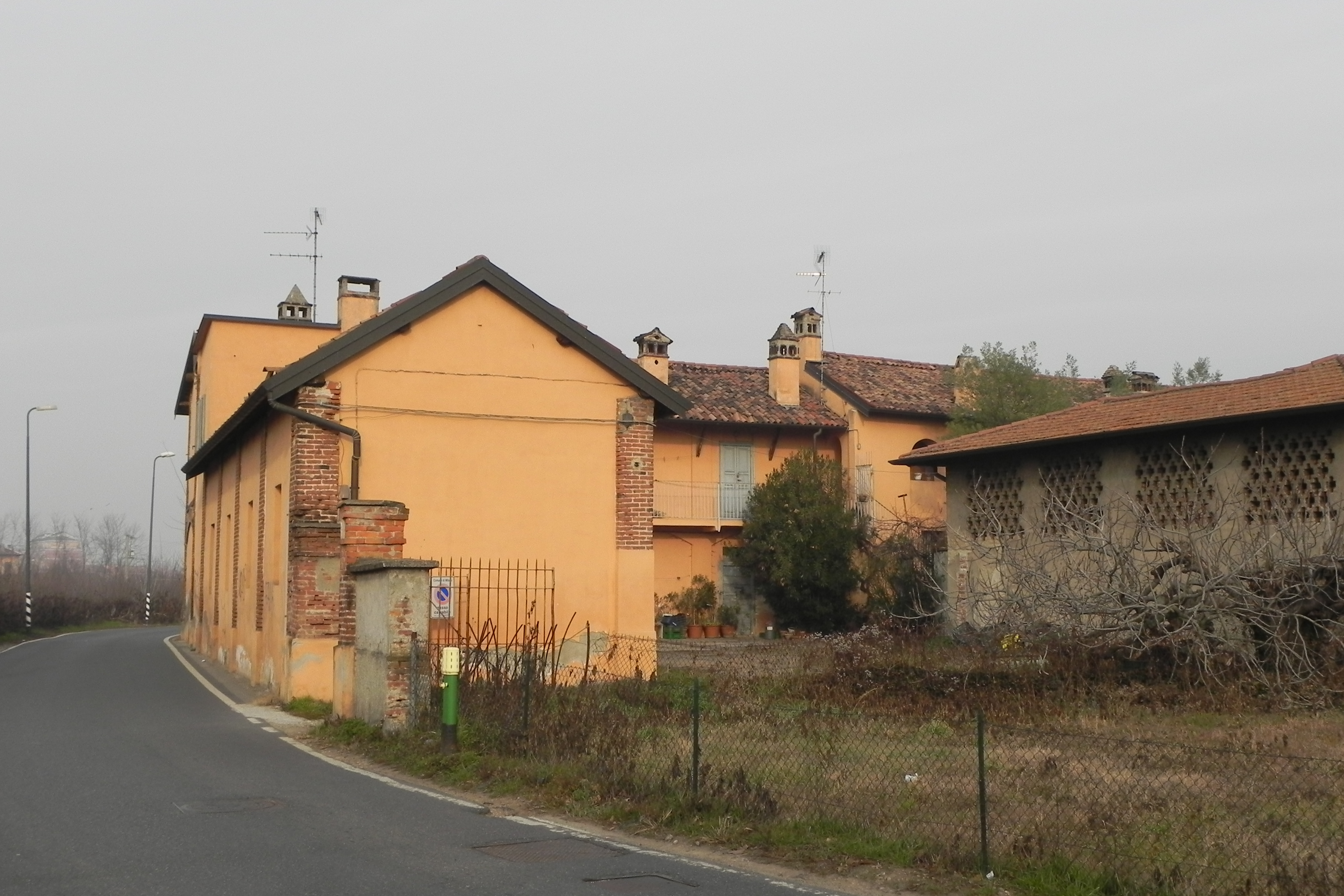
La Cascina Sant'Ambrogio.

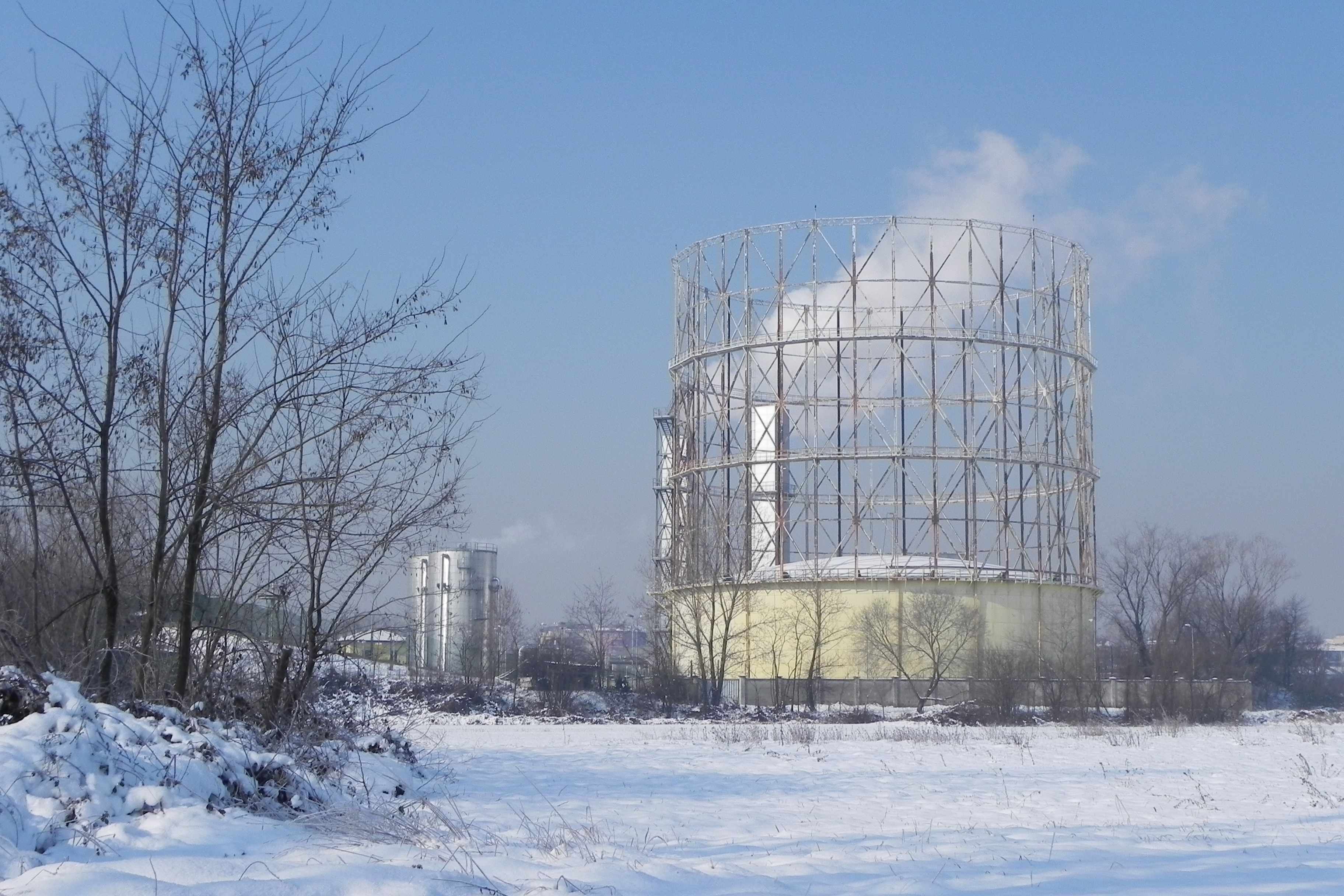
Lo scheletro del vecchio gasometro.

## Oggi
L'antico borgo sopravvive oggi negli appezzamenti agricoli e nelle due cascine che si affacciano lungo la via Cavriana, una stradina di campagna stretta e irregolare che da viale Forlanini termina in via Tucidide, sotto al cavalcavia Buccari. Il tratto iniziale della via Cavriana, venendo da viale Forlanini, appare come un qualcosa di radicalmente diverso rispetto alle forme di quella strada di campagna che assume poco più avanti. La via è infatti chiusa da entrambi i lati da palazzine residenziali (sulla sinistra) e da imponenti complessi di uffici (sulla destra). Comincia ad assumere una forma più agreste poco prima dell'imbocco della via Gatto (che riporta in viale Forlanini), dove palazzine e uffici sono sostituite da piccoli capannoni e aree dismesse, circondate da lamiere. In una di queste si trova anche il deposito comunale in cui viene custodito il pavé, utilizzato dagli zingari come rifugio. L'area è infatti caratterizzata dalla forte presenza di accampamenti abusivi, abitati sia da zingari che da stranieri senzatetto.
La parte superiore di Cavriano è invece occupata da attrezzature sportive e da un vivaio. Da segnalare inoltre la presenza dello scheletro di un vecchio gasometro, attualmente facente parte della centrale di cogenerazione "Canavese" della A2A, laddove sorgeva l'antica Cascina Canavese.

### La ferrovia
L'area di Cavriano è fisicamente delimitata ad ovest dalla presenza del rilevato ferroviario della Cintura di Milano (già attiva dal 1914), che sovrappassava la vecchia Milano – Venezia coi ponti attualmente utilizzati dalla via Marescalchi che prosegue sul cavalcavia Buccari. Appena sotto quest'ultimo si apriva un tempo il piazzale della prima stazione di Lambrate all'Ortica (dismessa nel 1931), di cui rimane oggi soltanto il vecchio fabbricato viaggiatori, utilizzato come centro ricreativo per i ferrovieri. Poco più spostato corre il nuovo tracciato della Milano – Venezia.

### La Cascina Cavriano
La Cascina Cavriano, che risale addirittura al Seicento, si estende sui due lati della strada, dividendosi nel corpo principale, quello padronale, e nei corpi aggiunti, tuttora in stato d'abbandono. Fra i beni dell'Ospedale Maggiore fino al 1967, passò poi al Comune di Milano che ne è tuttora il proprietario. La famiglia Colombo da quasi tre secoli si tramanda di padre in figlio la conduzione del podere, unica cascina all'interno del Comune di Milano ancora in attività e riconosciuta come agriturismo.

### La Cascina Sant'Ambrogio
Posta sulla via Cavriana, appena sotto l'omonima Cascina, la Cascina Sant'Ambrogio sorse dall'accorpamento dei resti di una piccola chiesa romanica tardo trecentesca, dedicata appunto al santo da cui ha poi preso il nome la cascina. Facente parte della Pieve di Segrate, era di proprietà delle monache di Santa Radegonda, che probabilmente qui vi avevano retto anche un piccolo complesso monastico. Risale alla seconda metà dell'Ottocento la demolizione di queste strutture, delle quali sopravvive esclusivamente l'abside. La cascina nelle sue forme attuali risale ad allora, e si compone di un corpo principale sul quale si innestano due rustici adibiti a stalla e deposito. Pur privata del resto della chiesa, l'abside conservava ancora agli inizi del Novecento alcuni affreschi interni, andati in seguito perduti per via del prolungato uso di questa come ghiacciaia.

## Le controversie legate ai piani regolatori

### Il Piano Albertini, 1934
Il primo piano regolatore a contemplare le sorti del borgo agricolo di Cavriano è stato nel 1934 il Piano Albertini. Coerentemente con l'urbanizzazione forzata che portava avanti per tutta la superficie del Comune di Milano, la nuova maglia viabilistica che lottizza i territori ivi compresi calò indistintamente su tutta l'area, incurante della preesistenza della Cascina Cavriano e della Cascina Sant'Ambrogio, che sarebbero state spazzate via secondo quest'ipotesi dalla successiva speculazione. La nuova maglia viabilistica riprendeva il disegno della città presente all'interno della Cintura ferroviaria (che risaliva al piano Pavia-Masera, del 1912), con strade larghe 15, 30 e 60 m. La via Pannonia avrebbe costituito lo sbocco verso l'esterno dell'asse di viale Argonne: scavalcando infatti la ferrovia si sarebbe poi biforcata su due assi, uno in direzione dell'Aeroporto di Linate, l'altro che si sarebbe immesso sulla vecchia strada per Limito. Significativa la presenza del grande Canale Navigabile, che avrebbe attraversato l'area da nord a sud, in direzione del Porto di Mare. Attorno a questo era prevista un'ampia area industriale, propriamente detta “del Porto”.
Tuttavia già nella seconda metà degli anni trenta, si procedette alla realizzazione dell'attuale Cavalcavia Buccari, alzando il livello stradale e chiudendo i due fornici laterali (adibiti a garage), contrariamente a quanto previsto dal Piano che prevedeva lo scavalco col prolungamento della via Pannonia. Curiosa l'intitolazione della struttura alla cittadina croata celebre per la cosiddetta “beffa” fra il 10 e l'11 febbraio 1918, intotolazione tipica dell'era fascista, sopravvissuta fino ai nostri giorni.
Col Dopoguerra scomparve definitivamente ogni progetto di lottizzazione (e di estensione della maglia viaria) nelle aree poste ad est della ferrovia, in favore molto probabilmente di una saturazione dei territori ad ovest, in larghissima parte ancora inedificati. L'inquadramento del Piano di Ricostruzione del 1946 mostra bene la sostanziale differenza fra i terreni posti ad est della ferrovia – rimasti totalmente agricoli – e quelli ad ovest – in parte ancora agricoli, ma caratterizzati da un disegno urbano. Curiosamente rimane il progetto del Canale, che seguirà qualche anno più tardi le stesse sorti del Porto di Mare.

### Il nuovo PGT e l'arrivo della M4
Il nuovo PGT contempla un'ambigua valorizzazione dell'area, che prevede la totale edificazione lungo i suoi margini (viale Forlanini e via Tucidide) e la realizzazione di un corridoio verde che dal Parco Forlanini inglobi i terreni agricoli residuali. Secondo quest'ipotesi, comunque piuttosto discussa, le cascine scomparirebbero lasciando posto alle nuove edificazioni e all'area verde.
Fondamentale per la nuova spinta edilizia l'arrivo della M4, che dal 26 novembre 2022 effettua le fermate Repetti e Stazione Forlanini su aree poste ai margini sud ed ovest di Cavriano. Inoltre in corrispondenza di Stazione Forlanini è presente la fermata ferroviaria di Milano Forlanini, servita dalle linee S5, S6, S9 del servizio ferroviario suburbano di Milano.